# Reeperbahn
Reeperbahn je središnja ulica u naselju St. Pauli u Hamburgu, Njemačka. 
Ulica je dugačka 930 m i najpoznatija je zbog mogućnosti provoda u barovima, diskotekama i kao prostitutska četvrt.

## Znamenosti
Sljedeće se znamenitosti mogu vidjeti na sporednim ulicama Reeperbahna:
- Spielbudenplatz
- Trg Hans-Albersa
- Davidwache
- Große Freiheit
- Teatar Schmidt
- Kuća operete
- Teatar St. Pauli
- Panoptikum Hamburg
- Herbertstrasse
- Veliki broj noćnih barova i diskoteka.

U kući opereta prikazuju se različita Mjuzikli kao što su Catsi Mamma Mia!. Od prosinca 2007. se prikazuje musical „Ich war noch niemals in New York…” ('Nisam još nikada bio u New Yorku…')
Beatlesi su djelomično počeli graditi svoju karijeru s nastupima u nekoliko klubova na Reeperbahnu.
Postoji nekoliko filmova i pjesama o Reeperbahnu.
Svake godine početkom srpnja održava se Schlagermove, glazbeni spektakl, isključivo s njemačkom zabavnom glazbom.

## Povijest
Reeperbahn je dobilo ime po užadi (njem. Reeper), koji su za proizvodnju trebali dugačku, ravnu stazu (njem. Bahn). I u drugim gradovima- Kielu, Statedu, Buxtehudeu postoje ulice s imenom Reeperbahn. Danas se riječ Reeperbahn u Hamburgu ne koristi samo za ulicu ili proizvodnju užadi.

## Samoposluge
Dvije velike samoposluge rade svaki radni dan do 23 sata, te nedjeljom i praznicima. U cijelom gradu to je moguće samo na Reeperbahnu, jer se smatra da je to posebno područje s velikim brojem turista.

## Stanica gradske željeznice
Stanica gradske željeznice također se zove Reeperbahn.

## Vanjske poveznice
- Informacije o Reeperbahnu
- Slike Reeperbahn  Arhivirana inačica izvorne stranice od 30. ožujka 2014. (Wayback Machine)
- Povijest Reeperbahn  Arhivirana inačica izvorne stranice od 23. lipnja 2008. (Wayback Machine)
- Beatles Hamburg 1966 You tube